# Leptochiton dykei
Leptochiton dykei is een keverslakkensoort uit de familie van de Leptochitonidae. De wetenschappelijke naam van de soort is voor het eerst geldig gepubliceerd in 2012 door Sigwart & Sirenko.